# Erwin Straus
Pour les articles homonymes, voir Straus.
Erwin Walter Maximilian Straus, né le 11 octobre 1891 à Francfort-sur-le-Main et mort le 20 mai 1975 à Lexington (Kentucky) est un phénoménologue et neurologue germano-américain.

## Biographie
Dans les années 1920, Straus s'intéresse à la phénoménologie et s'engage aux côtés de chercheurs tels qu'Edmund Husserl, Ludwig Binswanger, V.E. von Gebsattel, Jürgen Zutt et Eugene Minkowski. Ensemble, ils forment un groupe d'étude qui contribue à jeter les bases de la psychiatrie européenne après la Seconde Guerre mondiale.
Straus s'exile en 1938 aux États-Unis à la suite des persécutions nazies. Il enseigne au Black Mountain College, une université expérimentale consacrée aux arts, en Caroline du Nord. Il y reste six ans, mais à partir de 1944, il se concentre sur la psychologie clinique, la recherche et l'écriture. Il s'intéresse principalement aux sens humains.
Le dernier poste de Straus est une chaire de médecine psychiatrique à l'hôpital pour vétérans de Lexington dans le Kentucky, qu'il occupe jusqu'à sa mort en 1975.

## Travaux
Il contribue à l'émergence de la médecine anthropologique et de l'ethnopsychiatrie, approches holistiques de la médecine qui critiquent les attitudes mécanistes et réductionnistes dans la compréhension et le traitement de la maladie mentale. Certains de ses travaux peuvent également être considérés comme précurseurs de la neurophénoménologie.
Attentif aux interactions entre les arts et la philosophie, il contribue des textes pionniers à la philosophie de la danse et à l'esthétique de la musique.

## Publications

### En français
- Erwin Straus (trad. de l'allemand par Georges Thinès et Jean-Pierre Legrand), Du sens des sens. Contribution à l’étude des fondements de la psychologie, Grenoble, Millon, 1989 (1re éd. 1935) (ISBN 2-84137-102-6).
- Erwin Straus (trad. de l'allemand par Michèle Gennart), « Les formes du spatial. Leur signification pour la motricité et la perception », dans Jean-François Courtine (éd.), Figures de la subjectivité. Approches phénoménologiques et psychiatriques, Paris, CNRS, 1992 (1re éd. 1930) (ISBN 978-2-222-04668-4).
- Erwin Straus (trad. Anne Lenglet et Christine Roquet), « La posture érigée », Quant à la danse, no 1,‎ 2004 (1949) (lire en ligne).

### En anglais
- The Primary World of the Senses. A Vindication of Sensory Experience, translated from the German by Jacob Needleman, New York, The Free Press of Glencoe, 1963 (ASIN B000V6F2OW)
- Phenomenology: Pure and Applied, Pittsburgh, Duquesne University Press, 1964[8]
- Phenomenological Psychology, New York, Basic Books, 1966
- Psychiatry and Philosophy, New York, Springer, 1969,  (ISBN 9783642879869)
- Phenomenology of Memory, Pittsburgh, Duquesne University Press, 1970  (ISBN 978-0820701172)
- Language and Language Disturbances, Pittsburgh, Duquesne University Press, 1974
- Man, Time, and World: Two Contributions to Anthropological Psychology, Atlantic Highlands, Humanities Press, 1982

### En allemand
- Zu Leben und Werk von Erwin Walter Maximilian Straus (1891-1975), by Franz Bossong (1991, Königshausen & Neumann)